# 3121
Albums de Prince
Musicology
(2004) Planet Earth
(2007)
Singles
1. Te Amo Corazón
Sortie : 20 décembre 2005
2. Black Sweat
Sortie : 27 mars 2006
3. Fury
Sortie : 27 juin 2006

3121 est un album de Prince publié en 2006. Le premier single Te Amo Corazón sort aux États-Unis le 13 décembre 2005 et se positionne en 20e place du classement de VH1, le second single, Black Sweat, sort le 3 février 2006 
Le titre ferait référence à un verset de la Bible (Psaumes 31:21) « Tu les protèges sous l'abri de ta face contre ceux qui les persécutent, Tu les protèges dans ta tente contre les langues qui les attaquent. ».
Les sessions de l'album ont commencé en novembre 2004 avec l'enregistrement de la chanson 3121 (avec Michael Bland et Sonny T.). Avec cet album, Prince fait son grand retour et atteint la 1re place aux États-Unis avec 183 436 disques vendus dès la première semaine.

## Personnel
- Candy Dulfer, Maceo Parker, Greg Boyer, Ray Montiero : cuivres (3121, Te Amo Corazón, Satisfied & Get On the Boat)
- Michael Bland : batterie (3121)
- Ashley Tamar Davis : chants (Incense and Candles, Love, Satisfied, Beautiful, Loved and Blessed & Get On the Boat)
- Joshua Dunham : basse (Te Amo Corazón & Get On the Boat)
- Cora Coleman Dunham : batterie (Te Amo Corazón & Get On the Boat)
- Sheila E. : percussions (Get On the Boat)
- Clare Fischer : arrangement des cordes (Te Amo Corazón)
- Ricky Salas : percussions; bongo; timbale (Te Amo Corazón)
- Herbert Urena : percussions; bongo; conga (Te Amo Corazón)
- Sonny Thompson : basse (3121)
- Ian Boxill, L. Stu Young : ingénieur du son
- Bernie Grundman : mastering

## Liste des titres
Toutes les chansons sont écrites et composées par Prince, sauf Beautiful, Loved and Blessed, par Prince & Támar.
| No | Titre               | Durée |
| -- | ------------------- | ----- |
| 1. | 3121                | 4:31  |
| 2. | Lolita              | 4:06  |
| 3. | Te Amo Corazón      | 3:35  |
| 4. | Black Sweat         | 3:12  |
| 5. | Incense and Candles | 4:04  |
| 6. | Love                | 5:45  |

| No  | Titre                        | Durée |
| --- | ---------------------------- | ----- |
| 7.  | Satisfied                    | 2:50  |
| 8.  | Fury                         | 4:02  |
| 9.  | The Word                     | 4:11  |
| 10. | Beautiful, Loved and Blessed | 5:43  |
| 11. | The Dance                    | 5:20  |
| 12. | Get On the Boat              | 6:18  |

## Charts
| Pays          | Chart                   | Meilleure position | Nombre de semaines | Première entrée  | Réf    |
| ------------- | ----------------------- | ------------------ | ------------------ | ---------------- | ------ |
| Allemagne     | Media Control Charts    | 11                 | 4                  | 10 avril 2006    | [ 7 ]  |
| Australie     | ARIA Charts             | 18                 | 4                  | 9 avril 2006     | [ 8 ]  |
| Autriche      | Ö3 Austria Top 40       | 15                 | 8                  | 31 mars 2006     | [ 9 ]  |
| Belgique (FR) | Ultratop                | 15                 | 12                 | 25 mars 2006     | [ 10 ] |
| Belgique (NL) | Ultratop                | 3                  | 18                 | 25 mars 2006     | [ 11 ] |
| Canada        | Canadian Albums Chart   | 9                  | 1                  | 8 avril 2006     | [ 6 ]  |
| Danemark      | Danish Charts           | 2                  | 6                  | 31 mars 2006     | [ 12 ] |
| Espagne       | PROMUSICAE              | 40                 | 3                  | 26 mars 2006     | [ 13 ] |
| États-Unis    | Billboard 200           | 1                  | 6                  | 8 avril 2006     | [ 6 ]  |
| États-Unis    | Top R&B/Hip-Hop Albums  | 1                  | 24                 | 8 avril 2006     | [ 6 ]  |
| Finlande      | Finnish Charts          | 24                 | 6                  | 13e semaine 2006 | [ 14 ] |
| France        | SNEP                    | 8                  | 12                 | 25 mars 2006     | [ 15 ] |
| Italie        | Italian Charts          | 10                 | 4                  | 23 mars 2006     | [ 16 ] |
| Japon         | Oricon                  | 20                 | 10                 |                  | [ 17 ] |
| Norvège       | Norwegian Charts        | 5                  | 7                  | 13e semaine 2006 | [ 18 ] |
| Pays-Bas      | Dutch Charts            | 3                  | 18                 | 25 mars 2006     | [ 19 ] |
| Royaume-Uni   | Official Charts Company | 9                  | 4                  | 1er avril 2006   | [ 20 ] |
| Suède         | Sverigetopplistan       | 18                 | 6                  | 30 mars 2006     | [ 21 ] |
| Suisse        | Swiss Music Charts      | 1                  | 13                 | 2 avril 2006     | [ 22 ] |

## Certifications
| Pays              | Certification | Unités certifiées |
| ----------------- | ------------- | ----------------- |
| États-Unis (RIAA) | Or            | 500 000           |
| Royaume-Uni (BPI) | Argent        | 60 000            |
| Suisse (IFPI)     | Or            | 15 000            |